# 段崇
段 崇（だん すう、生没年不詳）は、五胡十六国時代の人物。

## 生涯
362年7月、東晋の援軍により、寧南将軍呂護は退却して小平津を守った。呂護は流れ矢に当たって亡くなり、段崇は軍をまとめて、北の野王へ移動して屯した。
尚書に任じられた。
384年1月、慕容垂は燕王に即位、文武諸官の編成を行い、右長史に任じられた。
左光禄大夫に任じられた。
396年5月、太保に任じられた。
これ以後の事績は、史書に記されていない。